# Žgana pijača
Žgána pijáča oz. žgánje imenujemo skupino alkoholnih pijač, ki jih pridobivajo z vrenjem in nato destiliranjem (žganjekuha). 
Glede na osnovno surovino ločimo: 
- vinska žganja: iz vina (vinjak) in iz tropin grozdja (tropinovec);
- iz sladkornega trsa (rum);
- iz žita (viski);
- iz sadja (slivovka, viljamovka ...);
- iz krompirja (vodka).